# مولدی عیساوی
مولدی عیساوی (عربی: مولدي عيساوي؛ زادهٔ ۲۶ ژوئیهٔ ۱۹۴۶) بازیکن و مربی سابق اهل الجزایر است. وی از سال ۱۹۹۶ تا ۱۹۹۷ وزیر جوان و ورزش‌ها الجزایر و از سال ۱۹۹۳ تا ۱۹۹۴ رئیس فدراسیون فوتبال الجزایر بوده‌است.